# 迪卡尼卡
49°49′14″N 34°31′47″E / 49.82056°N 34.52972°E

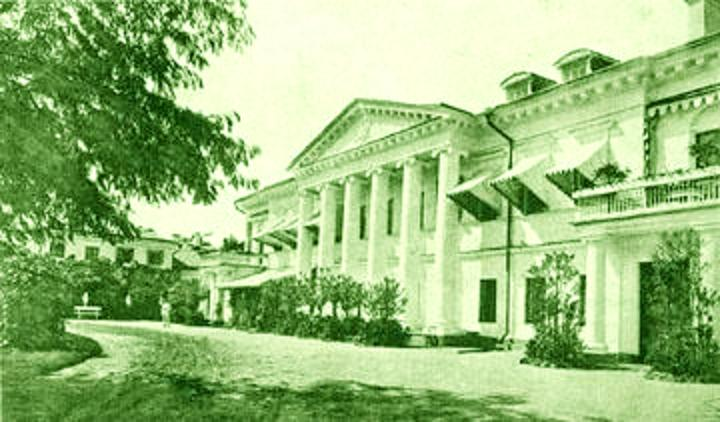

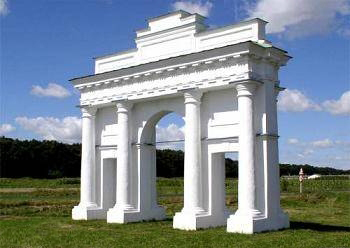

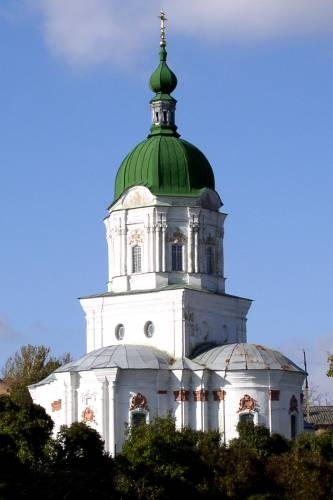

迪卡尼卡（羅馬化：Dykanka；或译为季卡尼卡）是烏克蘭中部波爾塔瓦州波爾塔瓦區迪卡尼卡市镇内的鎮及其行政中心。曾為原迪卡尼卡區的区府。始建於1658年，面積11.74平方公里，海拔高度72米，2006年人口8,232人，人口密度每平方公里701.2人。

## 外部連結
- Ukrainian Zip Codes（页面存档备份，存于）
- Как расшифровываются новые номера（页面存档备份，存于）
- "Dikanka"（页面存档备份，存于） (news of Dikanka, events, weather, all in English and Russian language)